# Kamienne niebo (film)
Kamienne niebo – polski czarno-biały film wojenny z 1959 roku, w reżyserii Ewy i Czesława Petelskich. Pierwowzorem scenariusza do filmu była powieść autorstwa Jerzego Krzysztonia pt. Kamienne niebo.

## Fabuła
Akcja filmu dzieje się podczas Powstania Warszawskiego. Pięciu ludzi jest zasypanych w piwnicy pewnej kamienicy. Próbują uwolnić się z pułapki, liczą też na pomoc z zewnątrz. Nie zdają sobie jednak sprawy z powagi sytuacji. Po dwóch dniach jeden z nich przystępuje do przebijania się przez ścianę, ale udaje mu się tylko wykuć dziurę do sąsiedniej piwnicy. Niespodziewanie gaśnie lampa.

## Obsada aktorska[1]
- Tadeusz Łomnicki (Maniuś)
- Zofia Słaboszowska (Ewa)
- Jadwiga Chojnacka (dozorczyni Safianowa)
- Henryk Borowski (profesor)
- Barbara Horawianka (Hanka Rumińska)
- Mieczysław Łoza (Safian)
- Mieczysław Nawrocki (zabity staruszek)